# 德爾艾利 (加利福尼亞州)
德爾艾利（英語：Del Aire）是位於美國加利福尼亞州洛杉磯縣的一個人口普查指定地區。

## 地理
德爾艾利的座標為33°54′58″N 118°22′09″W / 33.91611°N 118.36917°W，而該地最高點為海拔高度31米（即102英尺）。

## 人口
根據2010年美國人口普查的數據，德爾艾利的面積為2.626平方千米，當中陸地面積為2.626平方千米，而水域面積為0.000平方千米。當地共有人口10001人，而人口密度為每平方千米3,808人。